# Pleurothyrium cordatum
Pleurothyrium cordatum är en lagerväxtart som beskrevs av Van der Werff. Pleurothyrium cordatum ingår i släktet Pleurothyrium och familjen lagerväxter. Inga underarter finns listade i Catalogue of Life.